# 合胞体
合胞体（ごうほうたい）またはシンシチウム（syncytium, pl. syncytia）は、動物に見られる、複数の核を含んだ細胞のこと。これに対して原生生物や菌類に見られる、一つの細胞に多数の核を持つ状態のものは多核体と呼ばれ、区別される。
合胞体は、数個から数千個もの核を含んだ細胞質の塊とも呼べる、一つの巨大な細胞である。合胞体が形成されるメカニズムは大きく二つに分けられる。一つは不完全な細胞分裂によって一個の細胞内に複数の核が作られる場合、もう一つは正常に形成された細胞同士が細胞融合を起こして複数の核を持つ巨大な細胞になる場合である。前者には昆虫の初期胚形成が、後者には骨格筋繊維の形成や哺乳類の胎盤、ウイルス感染細胞が、それぞれ代表的な例として挙げられる。なお、多核体は普通はこの前者の型に当たる。

## 合胞体の例

### 昆虫の初期胚
昆虫の多くでは不完全な細胞分裂が初期胚で行なわれ、細胞質分裂なくして核が大きな細胞質の中で複製される。
ショウジョウバエの様な無脊椎動物の初期胚シンシチウムはその細胞分化の特異化に重要である。卵細胞の細胞質はBicoidやNanosタンパク質をコードするmRNA分子の濃度勾配を持つ。Bicoidタンパク質は前端に集中し、Nanosタンパク質は後端に集中する。初期胚の核は迅速に分裂して、異なったBicoidとNanosの濃度を持った細胞質へ分散する。Bicoidの多い細胞質の核は胸部へ分化し、Nanosの多い細胞質の核は腹部へ分化する。

### 骨格筋の繊維形成
大きな骨格筋繊維は数千の筋細胞が融合してできた合胞体である。骨格筋の合胞体は筋肉全体の迅速な調節された収縮を可能にする。運動ニューロンから伝えられた電気信号（活動電位）は、神経と筋が接合するシナプス（神経筋接合部）を介して筋繊維に伝えられる。電気信号は信号を受けた細胞膜の表面を素早く伝導するため、合胞体化して一つの細胞になった筋繊維は、それぞれがばらばらのときに比べてスムーズな伝達および運動が可能であると考えられている。

### 哺乳類の胎盤
哺乳類の胎盤も代表的な合胞体の一つである。胎盤では、母体の血流に接する胚由来細胞が互いに融合して合胞体を形成する。この合胞体は、胚と母体の間の細胞の移動を制限するための障壁としての機能を果たしていると考えられている。血液細胞には上皮細胞同士の隙間を通過する事ができるように特化したものがあるが、胎盤上皮で形成された合胞体はそのような細胞の隙間（細胞間隙）を塞ぎ、母体の血流からの侵入を止める働きを担っていると考えられている。

### ウイルス感染細胞の合胞体

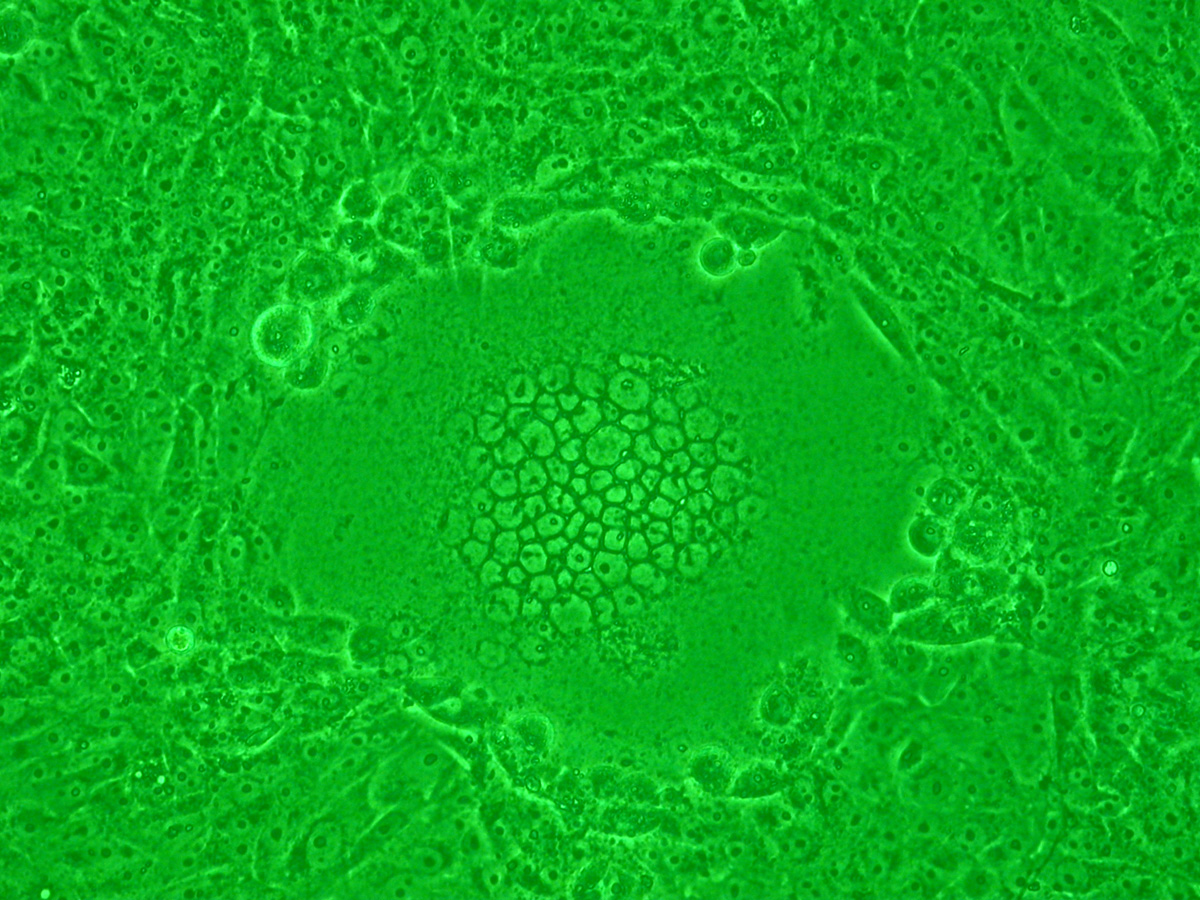
ウイルス感染による合胞体
敷石状に生育した培養細胞同士がウイルス感染によって細胞膜の融合を起こし、細胞核が中央に凝集して（写真中央）多核巨細胞形態になる。

合胞体は、様々なウイルスが細胞に感染した時に、細胞同士が融合することで形成される場合がある。特にヒトヘルペスウイルスや、ヒト免疫不全ウイルス(HIV)、パラミクソウイルス(例　RSウイルス(RSV))が知られている。この細胞融合は、ウイルスが侵入した後、感染細胞の細胞膜表面に発現したウイルスの膜タンパク質の働きによって、隣接した非感染細胞との融合を起こすもの（fusion from within：感染が必須な細胞融合）と、ウイルス粒子が宿主細胞の細胞膜に結合して侵入しようとするとき、隣接する細胞同士を融合させるもの（fusion from without：ウイルス増殖を必要としない細胞融合）に大別される。合胞体を形成するかどうかは、そのウイルスと感染する細胞の種類によって決まり、ヒト免疫不全ウイルスなどのレトロウイルスや、ヘルペスウイルスでは前者のみ、センダイウイルスに代表されるパラミクソウイルスでは前者と後者の両方の現象が見られる。合胞体の形成は、これらのウイルスが細胞に感染したことを示す細胞の形態変化を示す特徴（細胞変性効果）の一つとして、ウイルス学の分野で利用されている。またセンダイウイルスの持つfusion from withoutは、さまざまな種類の動物細胞同士を融合させる手段として、バイオテクノロジーの分野で応用されている。